# Spayed
Spayed war eine 2003 gegründete Analog-Punk-Band aus Mexiko. Die Gruppe um Schriftsteller Cecile gilt als äußerst einflussreich, unter anderem bezieht sich die Straight-Edge-Kultur auf die Band.

## Acetate Versionen

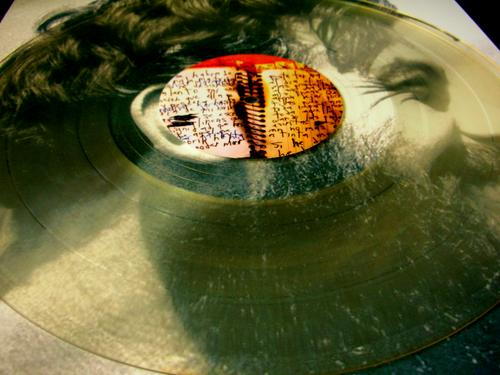
Spayed 13 inch clear acetate, einer der 33, nur in Argentinien und Südamerika veröffentlicht.

Die Band hat nur Musik auf Vinyl, 33 freigesetzt ⅓ und Acetat 33 ⅓ Discs. [2] Die erste EP wurde nur in Großbritannien veröffentlicht und nur 727 Kopien auf Vinyl und 77 Acetate freigesetzt wurden. Nach Raping Ears With Independent Tracks, sieben Tage nach ihrer Veröffentlichung alle Kopien waren alle ausverkauft.

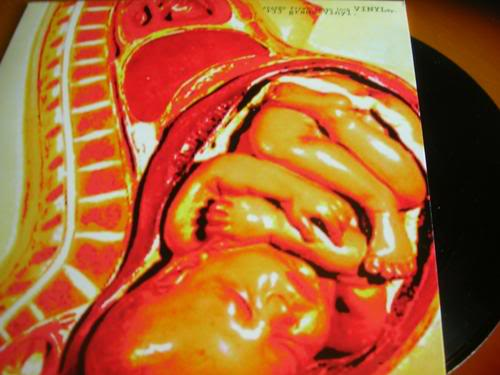
Spayed 7 inch acetate EP, 727 Kopien nur in Großbritannien veröffentlicht.

## Keine Assoziation mit Mainstream
Spayed hatte nie die Absicht zu einem Corporate-Band, auch wenn im Jahr 2007 iconic Plattenlabel  Touch and Go eine Möglichkeit der Freigabe des Bandes als 7 Inch  vinyl Debüt-EP in ihrem back-Katalog verkündete. Im selben Jahr bestritt die Band dies in einem Brief. Sie seien völlig unabhängig von dem amerikanischen Plattenlabel. Da für das Jahr 2008 die Band verweigert jede Zusammenarbeit mit Seattle based Producer Jack Endino Es ist zwar bekannt, dass Mr. Endino die Single Neurotic Eustacian Rohr und deshalb eine Kopie der gern  EP wurde dem angebotenen  Der Produzent, aber die Kopie wurde ihm nie geliefert. Herr Endino selbst sagte in einem Interview auf die persönliche Endino der Web-Site veröffentlicht.

## Touring
Nach ihrem Erfolg in Südamerika und in Europa und mit der Unterstützung der chilenischen Producer Goli Gaete O’Ryan (Lee Ranaldo von Sonic Youth) wird die Band im Jahr 2010 und 2011 in Angriff ihrer ersten großen Tour darunter mehrere Länder in Südamerika (Argentinien, Brasilien, Chile, Uruguay, Venezuela, Peru) und in Europa (Vereinigtes Königreich, Deutschland). The Infamous Punk Band Feederz von Arizona sind für dies bestätigt  tour. Mit Kastriert, aber die genauen Termine der Tour werden noch bestätigt werden.

## Diskografie

### Acetate / Vinyl
- 13 "Phonograph, 33 ⅓ RPM, Anti-Corporate Europäischen Acetate + 33 Grams. (Independent) (2010)
- 10 ", EP, 33 ⅓ RPM, Anti-Corporate Seven Inch Vinyl Europäischen Phonograph Acetate + 27 Grams. (Independent) (2007)
- 10 ", Acetat, 33 ⅓ RPM + 33 Grams. (South-America Release) Lado-prematuro. (Independent) (2007)
- 7 ", Vinyl, EP, 33 ⅓ RPM + 33 Grams. (South-America Release) Lado-prematuro (Independent) (2007)